# Pierre-Napoléon Bonaparte

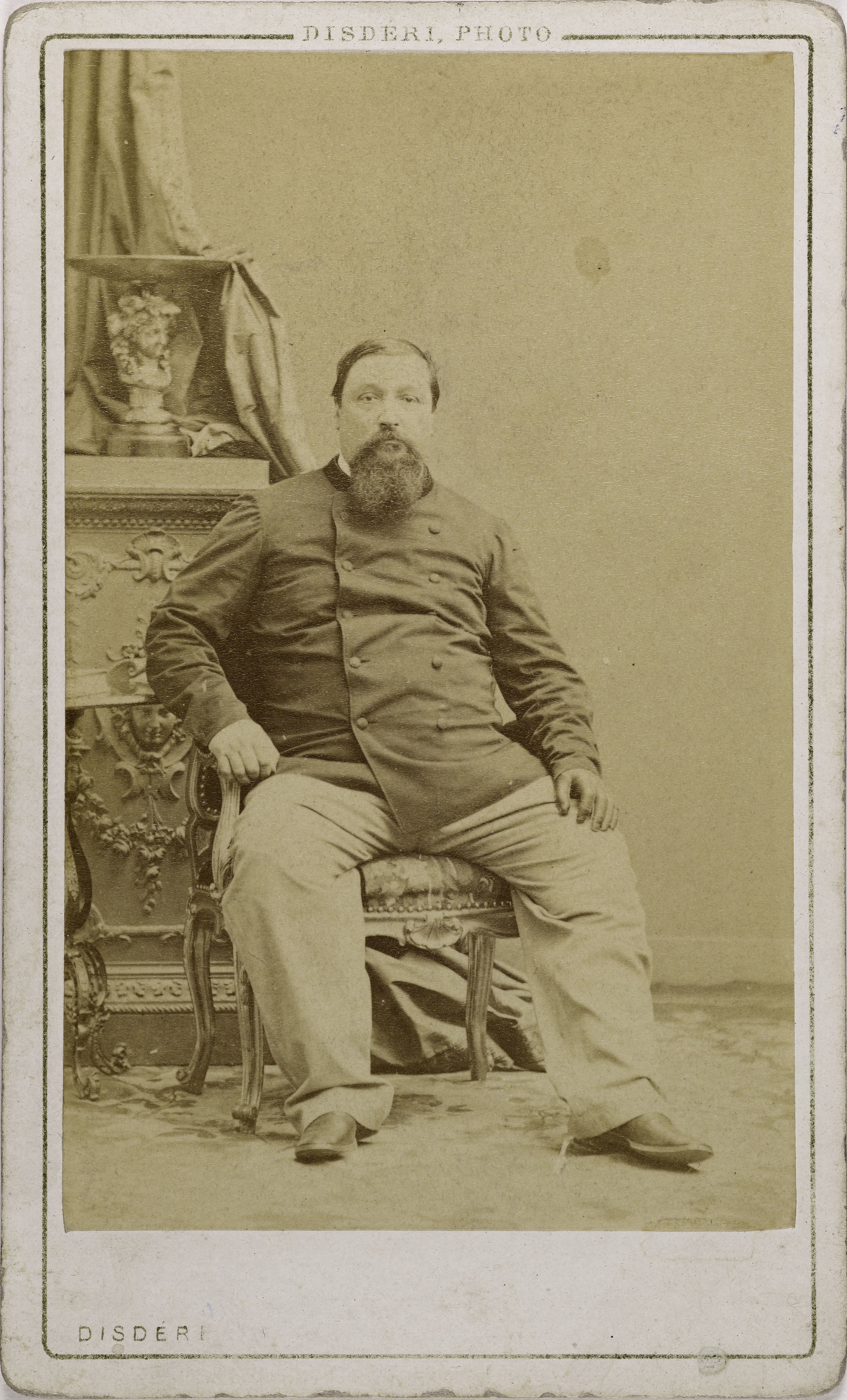
Pierre-Napoléon Bonaparte, fotografía de André Adolphe Eugène Disdéri. Museo Carnavalet.

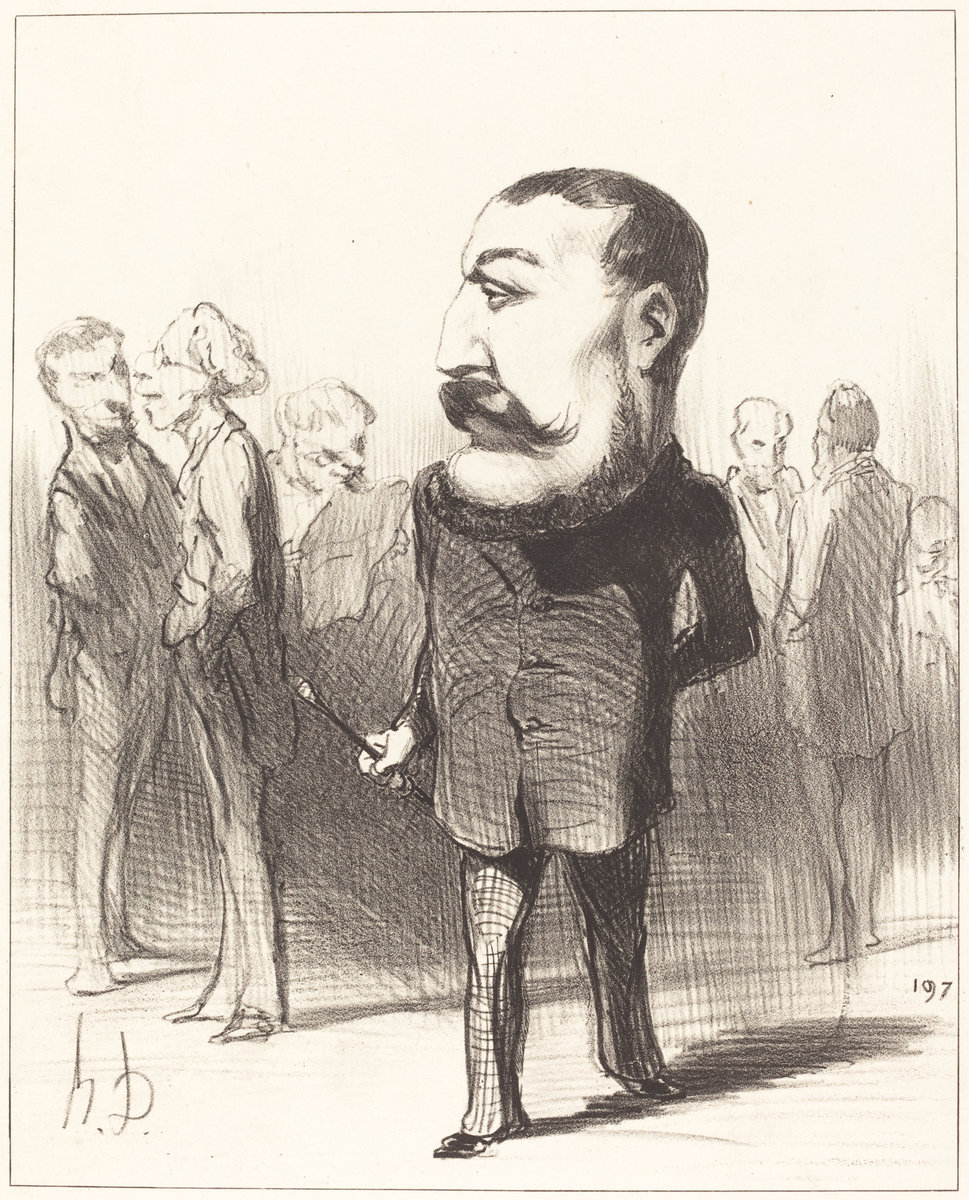
Pierre Napoléon Bonaparte, litografía de Honoré Daumier para el álbum Les Représentants représentés, 1849 (plancha no publicada). Washington D. C. National Gallery of Art.

Pierre-Napoléon Bonaparte (Roma, 11 de octubre de 1815-Versalles, 8 de abril de 1881), séptimo hijo de Luciano Bonaparte, príncipe de Canino, y de Alexandrine de Bleschamp, diputado por Córcega en la Asamblea Constituyente de 1848 a 1851 y oficial de la Legión de Honor, el 10 de enero de 1870 dio muerte al periodista Victor Noir, redactor de La Marseillaise, que había acudido a su domicilio como padrino para concertar un duelo. El homicidio dio lugar a manifestaciones antibonapartistas tras ser absuelto de asesinato por considerar el tribunal que había actuado en legítima defensa, condenándolo únicamente al pago de costas y de una pensión al padre de la víctima. Perdida, poco más tarde, la protección de su primo el emperador Napoleón III Bonaparte, tras la batalla de Sedán hubo de exiliarse en Bélgica y su casa fue incendiada en los sucesos de la Comuna de París.

## Biografía
Hijo de Luciano Bonaparte, hecho príncipe de Canino por el papa Pío VII, nació pocos meses después de que su padre se reconciliara con su hermano el emperador durante el gobierno de los Cien Días. En 1831, cuando contaba dieciséis años, su familia se vio forzada a abandonar Italia por los sucesos revolucionarios, pero él, enardecido por el ejemplo de su hermano Paul, muerto en combate por la libertad de Grecia, decidió escapar del hogar paterno e incorporarse a la insurrección de la Romaña. Detenido por la policía en la Toscana, antes de encontrarse con los revolucionarios, fue conducido a la prisión de Livorno donde permaneció más de seis meses. Tras ser puesto en libertad y al no serle permitido volver a residir en los dominios papales se exilió en Estados Unidos, acogido por su tío José I Bonaparte en su residencia de Point-Breeze en Bordentown. Allí conoció al general Santander, presidente de la República de la Nueva Granada, al que en abril de 1832 se ofreció para unirse a la guerra contra el Ecuador, entrando en campaña como jefe de escuadrón. En enero de 1833, tras la firma de la paz, retornó a Nueva York y de allí a Canino con su hermano Antonio.
A finales de abril de 1836 el papa Gregorio XVI decretó la expulsión de los hermanos de los Estados Pontificios a causa de sus ideas republicanas, pero el 3 de mayo, antes de que le llegara el pasaporte para marchar al destierro, hizo frente a los carabineros que acudieron a detenerle dando muerte al jefe de la compañía de sbirros e hiriendo a otros dos o tres antes de que pudiesen finalmente reducirlo, herido también él, para conducirlo prisionero al Castillo de Sant'Angelo en Roma. Condenado a muerte, a pesar de no haber cumplido aún los veintiún años que exigían las leyes romanas para la imposición de la pena capital, el mismo día que se dictó la sentencia el papa conmutó la pena por la de quince años de cárcel, que poco más tarde se redujeron a destierro permanente de los estados papales gracias a la mediación de su tía, la reina Hortensia de Beauharnais, y de algunas representaciones diplomáticas.
El 7 de febrero de 1837 salió del Castillo de Sant'Angelo e inmediatamente embarcó rumbo a Estados Unidos; tras una breve estancia en Nueva York marchó a Inglaterra, donde se encontraba su tío José, y de allí a las islas Jónicas con intención de visitar Grecia y Turquía. Instalado en Corfú hizo una visita a Albania para participar en una cacería pero nada más desembarcar los expedicionarios fueron atacados por un grupo de bandidos, debiendo retornar a Corfú precipitadamente tras dar muerte a dos de los atacantes. A finales de marzo de 1838 viajó desde Corfú a Gibraltar, luego visitó Lisboa y parte de España y a finales de 1838 llegó a Bruselas donde ofreció sus servicios al rey Leopoldo I para luchar en la guerra que parecía inevitable con Holanda, en agradecimiento al país que le había ofrecido asilo.
La Revolución de 1848 le dio la oportunidad de reincorporarse a Francia. Elegido diputado a la Asamblea Constituyente en representación de Córcega, como republicano intransigente se sentó en los escaños de la extrema izquierda. Aprobada la Constitución de la Segunda República Francesa, el 13 de mayo de 1849 fue reelegido diputado por Córcega para formar parte de la Asamblea nacional legislativa. Según la revista satírica Gil Blas, «se peleó con el presidente, insultó á todo el mundo, promovió un escándalo, y no volvió más». Solicitó entonces incorporarse a la Legión extranjera con el grado de jefe de batallón que había ostentado en Colombia y se le destinó a Argelia, donde debía participar en el asedio de Zaatcha, pero antes del asalto regresó a Francia sin permiso y fue expulsado del cuerpo. Tras el golpe de Estado de 1851 y la proclamación de su primo Napoleón III Bonaparte como emperador de los franceses se retiró a Córcega con Justine-Éléonore Ruflin, Nina, hija de un artesano del Faubourg-Saint-Antoine, con la que contrajo matrimonio en 1868 para legalizar la situación de sus hijos, Roland y Jeanne, matrimonio contrario a los deseos del emperador y que causó cierto revuelo por la desigual condición social de los contrayentes. La familia se estableció en una modesta mansión en Auteuil, suburbio de París; alejado del primer plano de la política y enfermo de gota se dedicó a la literatura. Entre otras obras tradujo en versos franceses Nabuchodonosor, tragedia de Giovanni Battista Niccolini, cargada de alusiones satíricas a Napoleón y al papa Pío VII. Desde París, además, siguió colaborando con la prensa corsa, sin abstenerse de intervenir en las disputas locales.

## Homicidio de Victor Noir
El 7 de enero de 1870 Pierre-Napoléon Bonaparte dirigió una carta de desafío al diputado Henri Rochefort, fundador y director del periódico La Marseillaise, declarado enemigo del régimen del Segundo Imperio. En ella le decía:

Caballero: Después de haber insultado uno por uno a todos los miembros de mi familia, sin esceptuar ni á las mujeres ni a los niños, me insultáis también a mi, por medio de uno de vuestros corifeos. Esto era natural; pero también lo es que yo tome la revancha. Tengo una gran ventaja sobre todos los de mi familia, y sobre todos los que llevan mi nombre; á pesar de ser un Bonaparte soy un particular. Voy pues á preguntaros si escuda vuestro pecho a vuestra pluma y os confieso que solo tengo una vaga esperanza de que sea afirmativa vuestra respuesta. Por los periódicos he visto que vuestros electores os han impuesto, como mandato imperativo la obligación de rehusar todo lance de honor que pueda poner en peligro la preciosidad de vuestra existencia. Me atrevo, sin embargo, a tentar al acaso, con la esperanza de que un débil resto del honor francés os hará prescindir, en mi obsequio, de las medidas de prudencia y precaución en las que os habéis encerrado. Si, lo que no espero, os decidís á salir del círculo dos veces inviolable en que os habéis encerrado, me encontraréis no en un palacio ni en un castillo; habito sencillamente en la rué d'Auteuil, núm. 59 y os prometo que si venís á buscarme no os dirán que he salido de casa. Esperando vuestra respuesta, tengo el honor de saludaros.

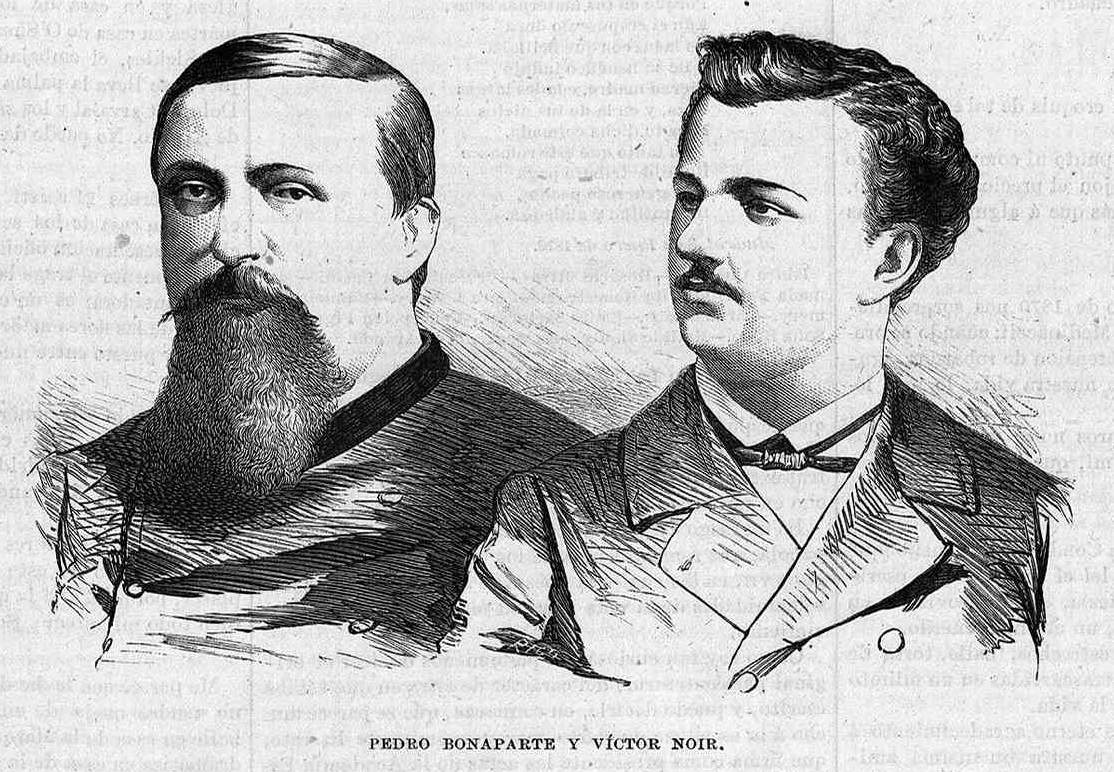
Pedro Bonaparte y Víctor Noir, dibujo de Bernardo Rico en La Ilustración de Madrid, 27 de enero de 1870.

Al informar de la muerte de Noir La Correspondencia de España, en su número del 13 de enero de 1870, decía que eran hasta tres los periodistas de La Marseillaise que habían acordado responder al desafío del príncipe: Paschal Grousset, corresponsal en París del diario corso la Revanche y redactor en jefe de La Marseillaise, quien se sentía ofendido por unos artículos publicados por Pierre Bonaparte en L'Avenir de la Corse, el diputado Henri Rochefort y Ernest Lavigne, autor del artículo causante de la ira del príncipe. Victor Noir y Ulrich Fonvielle, padrinos de Grousset, fueron los primeros en presentarse y, según el relato de Fonvielle publicado en La Marseillaise, Pierre Bonaparte, que esperaba a los enviados de Rochefort, arrugó la carta que le entregaron y se encaró con ellos diciéndoles: 

—Yo he provocado al señor Rochefort porque es el porta-estandarte de la crápula. En cuanto al Sr. Grousset, no tengo nada que responderle; ¿se hacen Vds. solidarios de estas indignidades? —Caballero —le respondí, — nosotros venimos leal y cortésmente a cumplir un encargo que nos ha confiado un amigo.
— ¿Son Vds. solidarios de esos miserables?
Víctor Noir le respondió: «Somos solidarios de nuestros amigos.»

Acto seguido, seguía diciendo Fonvielle, Pierre Bonaparte se abalanzó sobre ellos, abofeteando a Noir con su mano izquierda a la vez que con la derecha sacaba un revólver de diez tiros con el que le disparó en el pecho hiriéndole mortalmente. Fonvielle también sacó del bolsillo su pistola pero antes de poder extraerla de su estuche el príncipe disparó contra él, sin alcanzarle, y pudo huir, encontrando ya en la calle moribundo a su compañero. El diario, como otros periódicos de la época, recogía también la versión facilitada por un amigo de Bonaparte, Paul de Cassagnac, quien le había acompañado a entregarse en la prefectura de la policía. Pierre Bonaparte declaraba que los padrinos se le habían presentado «con las manos en los bolsillos y con un aire amenazador e insolente» a entregarle la carta de Grousset, con quien decía no haber tenido trato en su vida. Rechazó la carta, que consideraba una provocación, diciéndoles que deseaba entenderse con Rochefort y no con sus corifeos, a lo que Noir contestó dándole un bofetón y Fonvielle sacando su pistola sin darle oportunidad de responder de otro modo que haciendo uso de su revólver. Decía también que tras haber disparado sobre Noir había dejado escapar a Fonvielle, que en su huida había pasado ante él sin ser estorbado, aunque hubiese podido detenerlo fácilmente, y que al huir había dejado abandonadas una caja de pistolas y un bastón de estoque, lo que estimaba era prueba de las verdaderas intenciones con las que habían acudido a su casa.